# زیمنس اس‌اکس۱
زیمنس اس‌اکس۱ (انگلیسی: Siemens SX1) یک گوشی همراه جی‌اس‌ام است که نسخهٔ ۱٫۲ سکوی سری ۶۰ سیمبیان اجرا می‌کند. این گوشی اولین تلفن هوشمند از سازندهٔ آلمانی، زیمنس است که به دنبال توافق مجوزی با نوکیا برای استفاده و توسعهٔ سری ۶۰ ایجاد شد.